# كورني
كورني هي بلدية في بلجيكا، تتبع فلاندرز الغربية، ودائرة كورتريك، تبلغ مساحتها 10٫01 كيلومتر مربع، رمزها البريدي هو 8520.

## الموقع
تشترك في الحدود مع:
- هاريل بيك
- كورتريك.

## مدن توأم
المدن التوأم:
- مارك إن برول.

## أعلام
- ديرك ديمول